# فرانتس لهار
فرانتس لِهار (آلمانی: Franz Lehár، زادهٔ ۳۰ آوریل ۱۸۷۰ – درگذشتهٔ ۲۴ اکتبر ۱۹۴۸) آهنگساز، آهنگساز اپرت و رهبر ارکستر اتریش-مجارستان بود. او عمدتاً برای اپرت‌هایی همانند بیوه سرمست، گراف لوکزامبورگ و عشق کولی مشهور است. لهار یکی از برجسته‌ترین نمایندگان اپرت پایان قرن نوزدهمی است و سبک اپرت وین را که تا حدی کلیشه‌ای شده‌بود، احیا کرد.

## زندگی
لهار در شمال کوماروم، پادشاهی مجارستان (اکنون کومارنو، اسلواکی) به دنیا آمد. او تا سن دوازده سالگی فقط به زبان مجاری صحبت می‌کرد و پس از انتخاب شهروندی اتریش، نام خانوادگی پدرش Lehár را با مصوت مجاری انتخاب کرد.
فرانتس لهار در کنسرواتوار پراگ درس خواند و سپس رهبر دسته‌های موزیک آرش شد، اما به آهنگ‌سازی اپرا نیز پرداخت و اپرای کوکوشکا را ساخت. والس طلا و نقره او محبوبیت پیدا کرد و توانست بیشتر به کار برای صحنه بپردازد. تا ۱۹۰۲ دو اپرت او در وین اجرا شد. سپس موفق‌ترین اپرت خود یعنی بیوه سرمست را ساخت. فعالیت او در زمان جنگ جهانی افت پیدا کرد. با ریشارد تائوبر، خواننده تنور همکاری کرد و با فراسکیتا و پاگانینی به موفقیت‌های جدیدی رسید که به ساخت سرزمین لبخند منجر شد.

## یادداشت
1. ↑  کوماروم نام مجاری محل تولد او، اکنون در کومارنو، اسلواکی است قرار دارد.